# Cheilotrichia (Empeda) appressa
Cheilotrichia (Empeda) appressa is een tweevleugelige uit de familie steltmuggen (Limoniidae). De soort komt voor in het Neotropisch gebied.